# Juicios por la Verdad
Los Juicios por la Verdad constituyen un procedimiento judicial sin efectos penales que se desarrollaron en Argentina ante la imposibilidad de perseguir penalmente a los responsables de los crímenes de lesa humanidad perpetrados durante la última dictadura cívico-militar (1976-1983), frente a la sanción de las  leyes de Obediencia Debida y Punto Final y a los indultos a los integrantes de las Juntas militares.  Estos juicios orales son producto de la lucha de los organismos de derechos humanos que buscaron estrategias alternativas para hacer frente a la impunidad mediante la búsqueda judicial de la verdad.
Estos juicios se desarrollaron en distintas ciudades del país: La Plata (1999-2007), Bahía Blanca, Mar del Plata (2001-2002/2004-2008), Córdoba y Mendoza. 

## Antecedentes
Como antecedentes a los Juicios por la verdad se reconocen, entre otros, las respuestas dadas por la justicia argentina y por la Corte Interamericana de Derechos Humanos a diferentes casos entre los que se destacan los de Emilio Mignone y Carmen Aguiar de Lapacó. En su testimonio del Archivo Oral de Memoria Abierta,  María José Guembe señala que deben considerarse también antecedentes de otra naturaleza, por ejemplo:

"La declaración de Scilingo en el 95 y la marcha de los veinte años en el 96. Esos habían sido los dos sacudones fuertes. No es que de un día para el otro a siete abogados de Argentina se les ocurrió abrir los juicios y los reabrieron. Había habido antecedentes así fuertes, uno fue claramente la marcha de lo veinte años que fue masiva y generó también una reagrupación de sectores sociales distintos en relación al tema luego de muchos años de silencio o de apatía”.

## Juicios

### La Plata
En el caso del juicio de La Plata, capital de la provincia de Buenos Aires, Argentina, la Cámara Federal llevó adelante un procedimiento con el objetivo de averiguar que pasó con los desaparecidos de la provincia durante la última dictadura y descubrir quiénes fueron los responsables del genocidio durante esa época.
Desde septiembre de 1998 en el Tribunal de La Plata se tomaron audiencias públicas relacionadas con delitos de lesa humanidad todos los miércoles.
La investigación tuvo más de 2200 expedientes y han declarado más de 900 víctimas. Por los testimoniales de las víctimas surgieron procesos penales, por ejemplo, a represores y criminales como el cura Cristian Von Wernich y el policía Miguel Etchecolatz, junto a otros responsables del terrorismo de Estado cometido en la Argentina. En años recientes también se inició el juicio por el caso de la "Comisaría Quinta", un infame centro de detención de los desaparecidos.

### Mar del Plata
Los juicios de Mar del Plata comenzaron en febrero de 2001, impulsados por organismos de derechos humanos y unas 60 instituciones locales. Se presentaron 14 casos para investigar, incluyendo los de La noche de las corbatas de 1977.
El juicio fue llevado adelante entre 2001 y 2008 por el Tribunal Oral Federal Número 1,  integrado por los magistrados Mario Alberto Portela, Roberto Atilio Falcone y Néstor Rubén Parra.